# Enar Jääger
Enar Jääger (Kohila, Estonia, 18 de noviembre de 1984) es un exfutbolista estonio. Jugaba de defensa y se retiró al finalizar la temporada 2020 tras 20 años como profesional.

## Selección
| Selección            | Año       | PJ  | Goles |
| -------------------- | --------- | --- | ----- |
| Selección de Estonia | 2002-2017 | 126 | 0     |

## Clubes
| Club                         | País    | Año       |
| ---------------------------- | ------- | --------- |
| JK Tervis Pärnu              | Estonia | 2000      |
| F. C. Flora Tallin           | Estonia | 2001-2004 |
| F. C. Valga Warrior (cedido) | Estonia | 2001-2002 |
| Torpedo Moscú                | Rusia   | 2005-2006 |
| Aalesunds FK                 | Noruega | 2007-2009 |
| Ascoli                       | Italia  | 2009-2010 |
| Aalesunds FK                 | Noruega | 2010-2012 |
| Lierse S. K.                 | Bélgica | 2013-2014 |
| F. C. Flora Tallin           | Estonia | 2015      |
| Vålerenga                    | Noruega | 2015-2018 |
| F. C. Flora Tallin           | Estonia | 2019-2020 |

## Palmarés

### Títulos nacionales
| Título               | Club               | País    | Año  |
| -------------------- | ------------------ | ------- | ---- |
| Meistriliiga         | F. C. Flora Tallin | Estonia | 2003 |
| Copa de Noruega      | Aalesunds FK       | Noruega | 2011 |
| Meistriliiga         | F. C. Flora Tallin | Estonia | 2019 |
| Supercopa de Estonia | F. C. Flora Tallin | Estonia | 2020 |
| Copa de Estonia      | F. C. Flora Tallin | Estonia | 2020 |
| Meistriliiga         | F. C. Flora Tallin | Estonia | 2020 |